# TRY OR CRY
「TRY OR CRY」（トライ・オア・クライ）は、1998年4月29日にavex traxよりリリースされたTRF20枚目のシングル。

## 解説
1998年3作目、2・3・4月の3か月連続シングル・リリース第3弾。2006年11月29日にマキシシングルとして再発売された。

## 収録曲
1. TRY OR CRY (ORIGINAL MIX)
作詞：工藤順子　作曲：原一博
2. TRY OR CRY (DEEP SPRING NIGHT MIX)
3. TRY OR CRY [INSTRUMENTAL]

## 収録アルバム
- 『UNITE』
- 『TRF 20TH Anniversary COMPLETE SINGLE BEST』